# بارلي

## بارلي

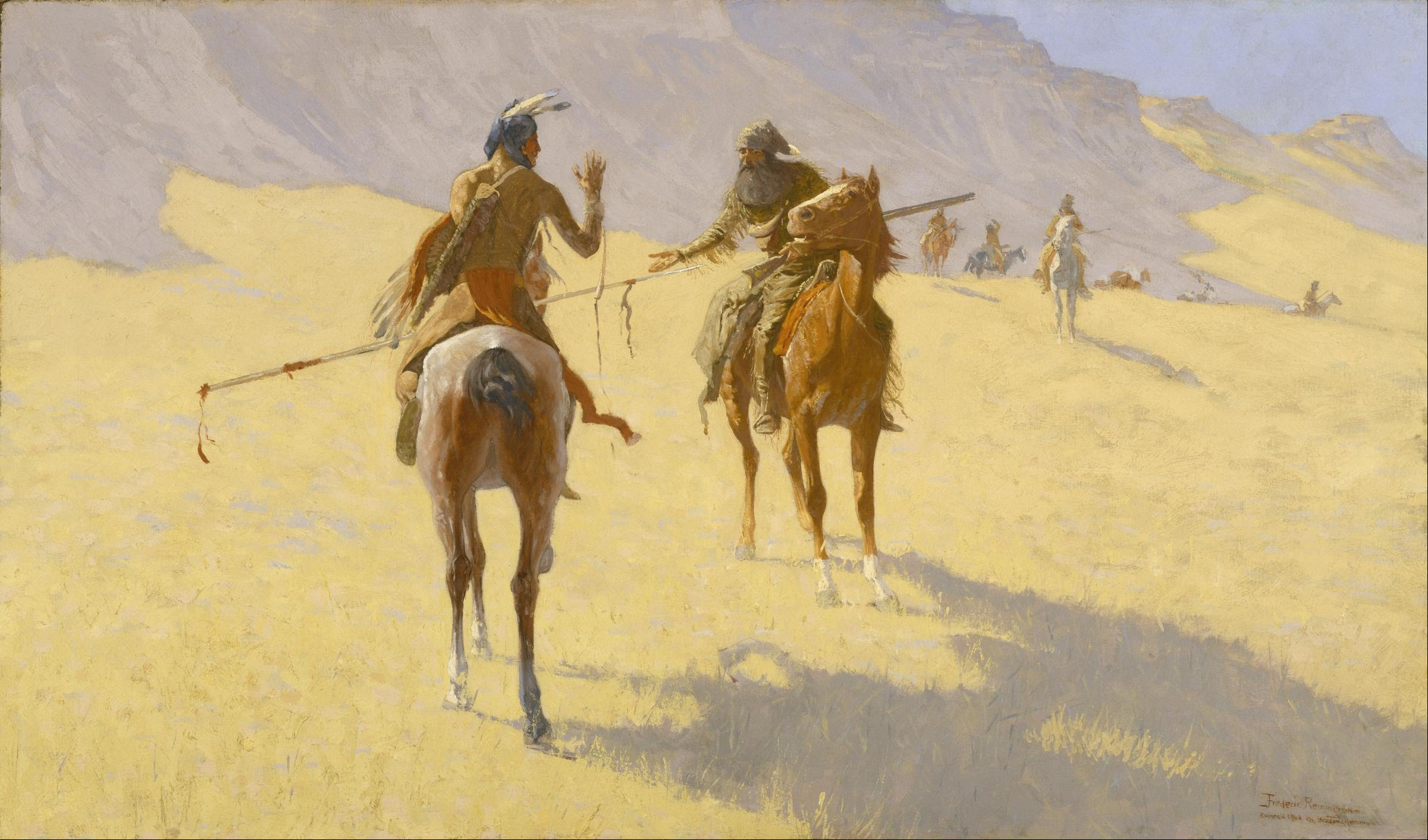
لوحة "البارلي" لفريدريك ريمنجتون ، 1903، تصور مستوطنًا يتفاوض مع مواطن أمريكي.

بارلي يشير إلى مناقشة أو مؤتمر، خاصة تلك المصممة لإنهاء جدال أو أعمال عدائية بين مجموعتين من الناس. كفعل، يمكن استخدام المصطلح في كل من الزمن الماضي والمضارع؛ في المضارع يُشار إلى المصطلح باسم parleying في بعض الحالات، قد تشير الأطراف المتعارضة إلى نيتها استدعاء التفاوض باستخدام العلم الأبيض، ولكن استخدام العلم الأبيض لاستدعاء أو طلب التفاوض لا يعتبر إلزاميًا.
تم استخدام مصطلح التفاوض للإشارة إلى العديد من الاجتماعات رفيعة المستوى في القرن العشرين، بما في ذلك مؤتمرات لندن وباريس التي عقدت في عام 1954 لتحديد وضع ألمانيا الغربية.

## في الثقافة الشعبية
فيما يلي بعض الأمثلة التي يكون فيها التفاوض عنصراً مهماً في الحبكة.
- يعرض فيلم The Last of the Mohicans مشهداً يصور مفاوضات في نهاية حصار فورت ويليام هنري .
- في سلسلة قراصنة الكاريبي، بارلي هي أداة حبكة تم تقديمها في الفيلم الأول، قراصنة الكاريبي: لعنة اللؤلؤة السوداء (2003). وأوضح الكابتن باربوسا أن المفاوضات ليست قاعدة، كما افترضت إليزابيث ( سيدة الفيلم)، ولكنها مجرد "مبدأ توجيهي" يلتزم به القراصنة.
- في فيلم ريديك عام 2013، يُجبر ريديك والمرتزقة على التفاوض للتوصل إلى اتفاق حتى يتمكن الجانبان من الهروب من عاصفة وشيكة. ينتهك المرتزقة روح التفاوض بالقبض على ريديك وقتل كلبه.
- في حلقة "الخوف من الموتى السائرون" لعام 2017، " الكشف "، وافق جيك أوتو والزعيم قاليتاقا ووكر على التفاوض، من أجل تجنب إراقة الدماء في نزاعهما المتصاعد على الأرض. ومع ذلك، ماديسون كلارك يحث تروي أوتو على انتهاك قواعد الاشتباك الخاصة بالتفاوض من خلال قيادة "مهمة إنقاذ" سرية لانتزاع أليسيا من محمية بلاك هات. تم اكتشاف رجال الإنقاذ، وسفك الدماء، وانتهكت الهدنة المؤقتة.[7]